# Kostel svatého Martina (Tŕnie)
Římskokatolický kostel svatého Martina tvoří dominantu slovenské obce Tŕnie. Podle církevní tradice byl postaven už v 1. polovině 13. století zásluhou královny Beatrix. Podle historiků lze ale s určitostí mluvit o jeho existenci až v 14. století. Kostel je farním chrámem farnosti Tŕnie.

## Historie

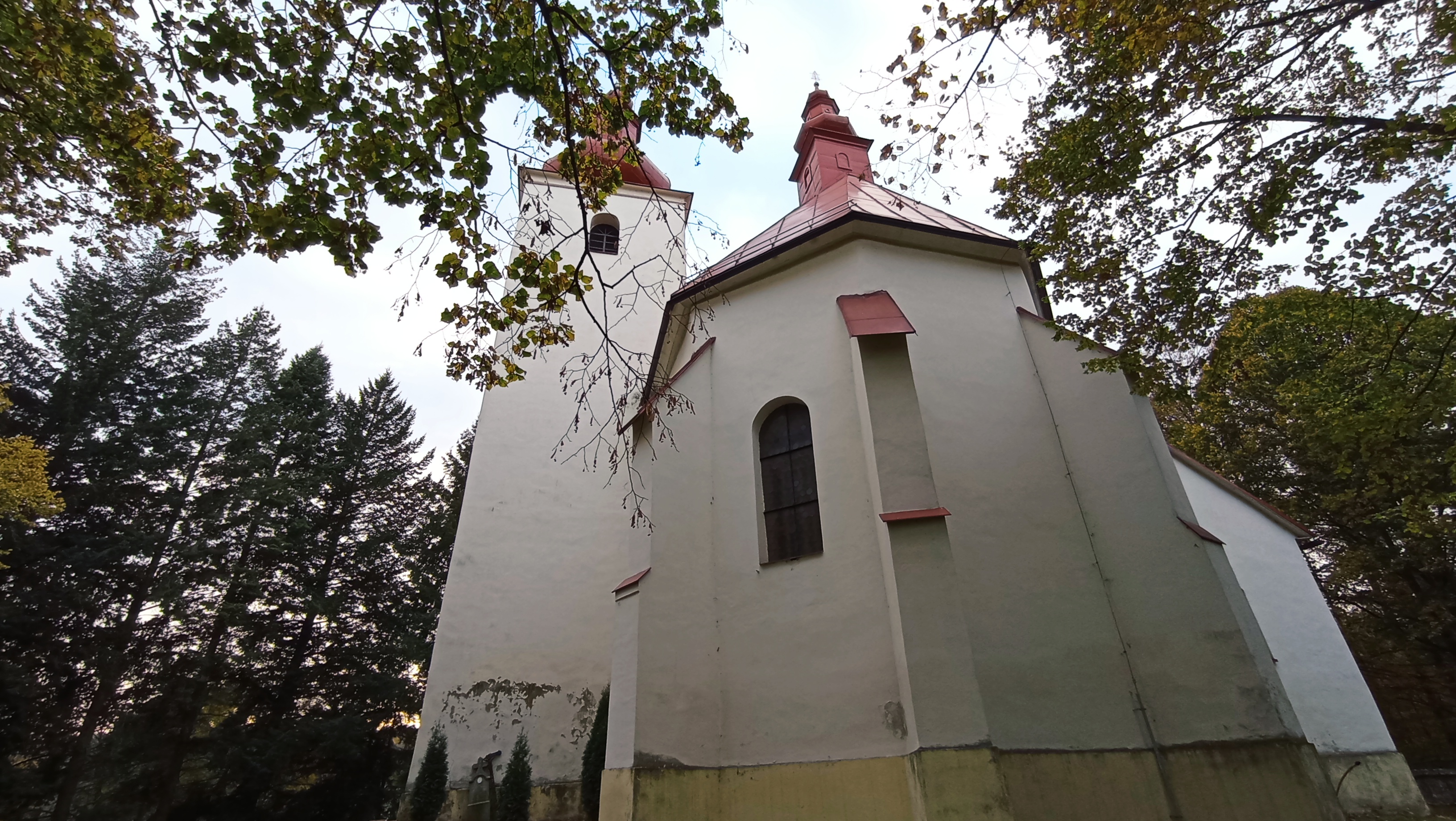
Kostel sv. Martina

Podle církevní tradice měl být kostel postaven už v 1. polovině 13. století zásluhou královny Beatrix d'Este. O kostele se zmiňuje pozdější titulární biskup almijský, Ladislav Pyber, ve svém zápisu roku 1688. V tomto zápise uvádí, že svatyně byla vymalována roku 1327. Jedna z nejstarších zmínek o samotné budově kostela je z roku 1648, kdy patřil evangelíkům. Věřící tehdy žádali, aby byl kostel opraven. Špatný stav stavby konstatovali i kanonické vizitace v letech 1688 a 1692. Proto došlo k první renesanční opravě v roce 1696. Rekonstrukce ale nebyla dostatečná a proto už na začátku 18. století vyzval superintendent Pilárik turčianský seniorát na zorganizování sbírky na opravu kostela. Zásadní opravy se provedly v letech 1721-1725. Byla přistavěna věž a venkovní opěrné pilíře. S postupným přibýváním obyvatel obce Tŕnie bylo nutné i rozšíření kostela. V roce 1855 žádal tŕnianský farář Vojtech Sásik o zvětšení chrámu, dočkal se ale jen zvětšení chóru. K rozšíření došlo až v roce 1935. Při stavbě musely být dodrženy dvě podmínky památkářů, a to, že nesmí být porušeny klenby a přístavba nesmí být v gotickém slohu. Přestavěný chrám byl slavnostně vysvěcen 4. října 1936 Mons. Andrejem Hlinkou. Kostel byl poškozen za druhé světové války. Škody utrpěla hlavně střecha, která byla následně roku 1946 pokryta eternitem. Opravy proběhly i v letech 1966-1973, kdy byl eternit vyměněn za vlnitý plech. Na opravy přispěli farníci nejen z Tŕnie, ale i ze Železné Breznice. 

## Popis stavby

### Architektura
Halový kostel je v západní části rozšířen o moderní přístavbu z roku 1935. Chrám je zakončen polygonálním presbytářem. Původně gotickou podobu připomíná křížová klenba s žebry v sakristii, pastofórium v presbytáři a bohatě zdobený portál v jižní stěně lodi. Loď je zaklenuta renesanční valenou klenbou s lunetami. Hladké fasády na starší části stavby mají opěrné pilíře. Loď je členěna lizénovým rámem. Západní přístavba je zdobena moderním pseudogotickým portálem.

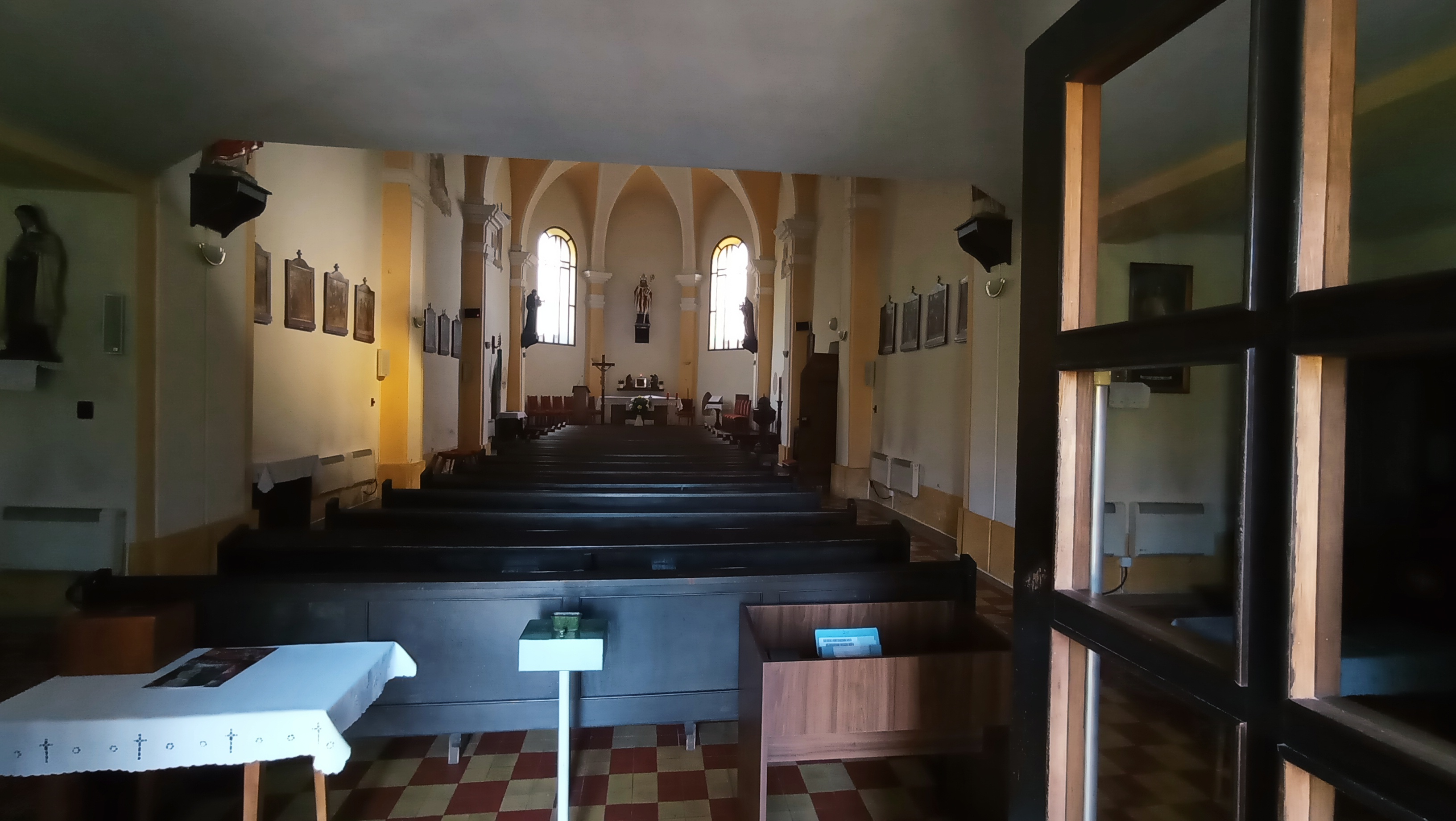
Interiér kostela sv. Martina

### Vybavení
Většina vybavení kostela pochází z moderní doby, z roku 1936. Na dvířkách skříňky ve stěně je barokní obraz Křest Krista z 18. století. Kostel vymaloval v roce 1936, a znovu vymaloval v roce 1970, český malíř Jiří Jelínek. Presbytář zdobí socha patrona kostela svatého Martina. V roce 1970 byl odstraněn starší oltář, a do presbytáře bylo umístěno tabernákulum, oltářní stůl a ambón, které jsou dílem Pavla Kapusty z Tŕnia. Na severní a jižní stěně jsou umístěny obrazy Křížové cesty. Na kruchtě jsou umístěny varhany z roku 1936.